# 과히라반도

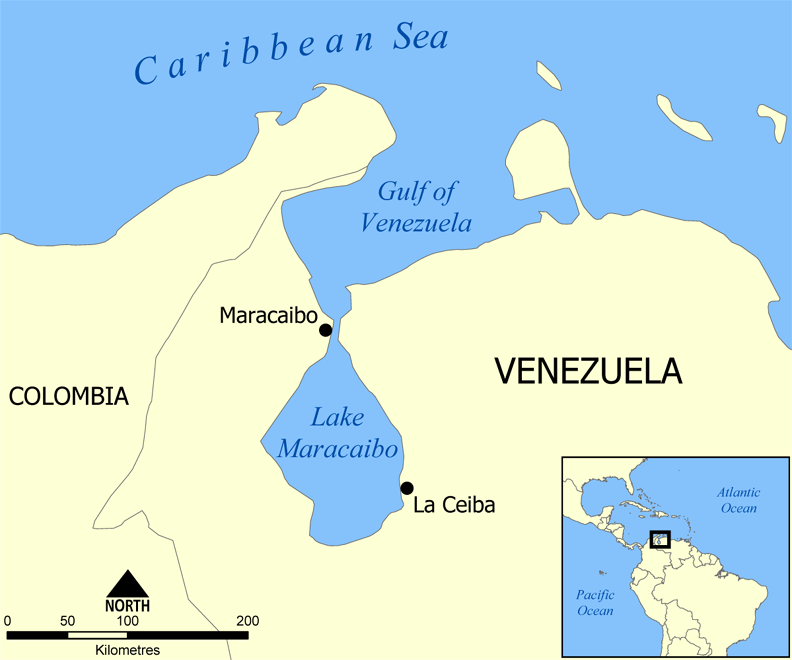
과히라반도 주변 지도.

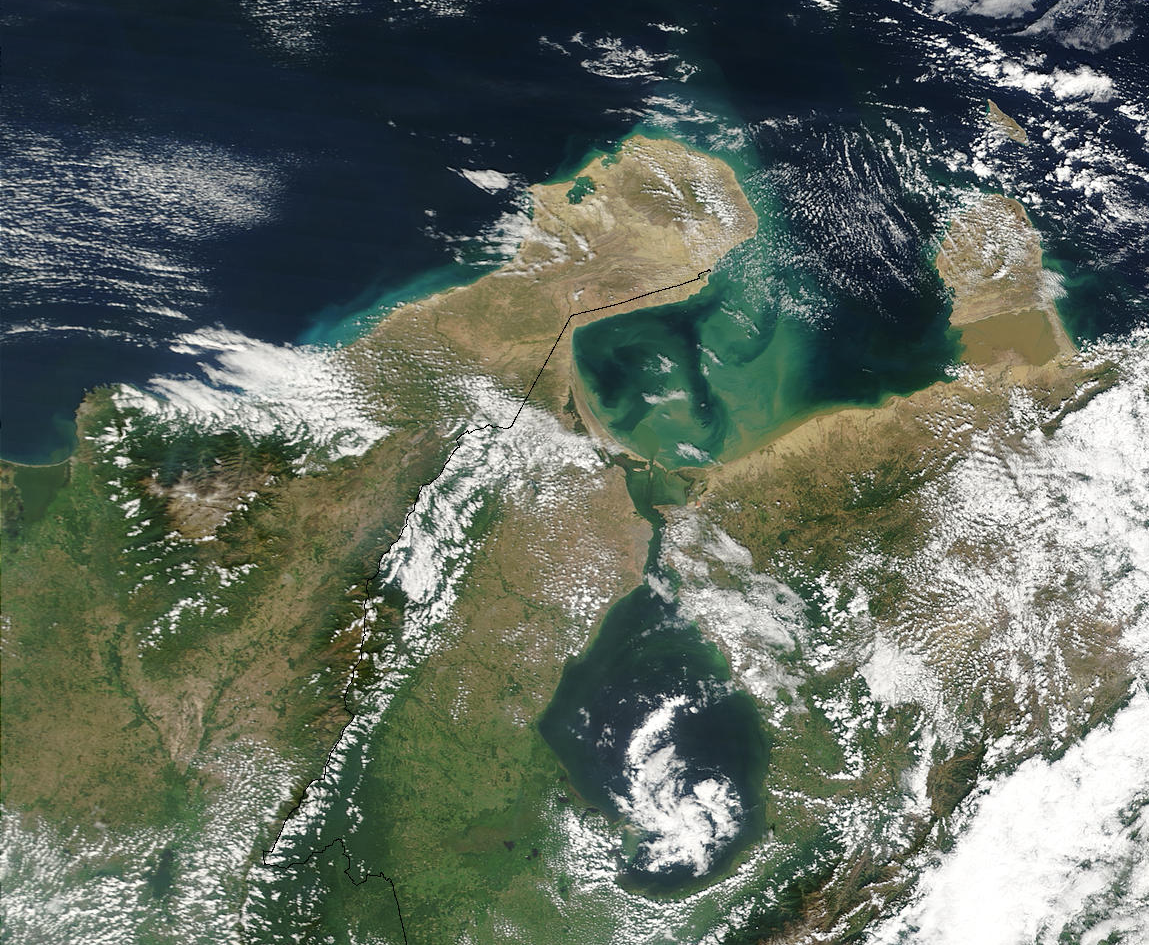
과히라반도의 위성 사진. 과히라반도는 사진 상단 남서쪽에서 북동쪽으로 뻗어나온 반도이다. 과히라반도는 베네수엘라만 서측, 카리브해 남쪽에 위치한다.

과히라반도(스페인어: Peninsula de La Guajira)는 콜롬비아 북쪽과 베네수엘라 북서쪽에 있어 카리브해에 면하고 있는 반도이다. 과히라반도는 남아메리카 대륙에서 가장 북쪽에 위치한 곳이기도 하다. 과히라반도는 마나우레만(Bahía de Manaure)(콜롬비아)에서부터 베네수엘라만의 엔세나다 데 칼라보소(Ensenada de Calabozo)까지 뻗어있으며, 면적은 약 2만 5000 km2이다.

## 영토
현재 과히라반도의 대부분은 콜롬비아가 지배하고 있다. 행정구역 상으로는 콜롬비아의 라과히라주가 된다. 그 외 기다란 부분은 베네수엘라의 영토에 해당하며, 행정구역 상으로는 베네수엘라의 술리아주에 속한다.
반도의 북쪽 끝 부분은 푼타 가이나스(Punta Gallinas)라고 불리=주며, 남아메리카 대륙의 최북단이다. (북위 12도 28분)

## 기후
이 지역에는 북반구 무역풍이 분다. 베네수엘라 북쪽 해안과 안틸레스 제도(안티야스 제도)와 함께 과히라 바랑키야 건조 관목 지대(Guajira-Barranquilla xeric scrub)를 이룬다. 반도 서쪽 연안에서는, 무역풍이 연안 깊숙한 곳의 물을 다시 끌어 올려 주며, 해양 생물들이 필요한 영양분을 풍족하게 해 준다. 반도 북동쪽에 솟은 시에라 네바다 데 산타 마르타 산맥은 일종의 장벽 역할을 한다. 그 때문에 이 산맥 경사면에는 비가 잦다. 이 산맥은 이 지역 유일의 강인 란체리아 강의 수원이다. 기후는 반도 남쪽과 북쪽이 다르며, 초목은 반도 남쪽에서부터 북쪽을 따라 다양하게 분포한다. 반도 남쪽은, 매우 습한 열대 우림 기후를 보인다. 강수량은 1년 평균 3000 mm 정도이다. 반도 북쪽은 사막 기후이다. 강수량은 1년 평균 300 mm 정도이다.

## 경제

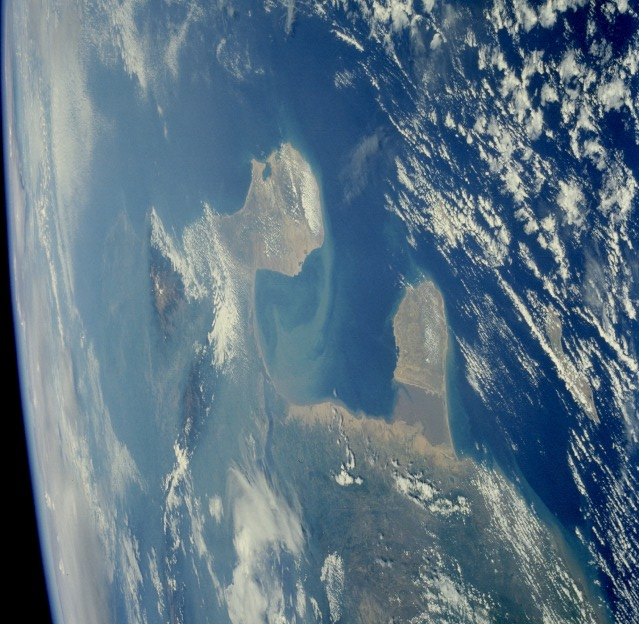
위성 사진.

역사적으로 원주민인 와유족(Wayuu)의 영토로서 현재도 와유족 인구가 많이 거주하며 평원에서 가축을 기르고 산다. 반도 남동부의 비옥한 땅에는 스페인계 후손이 많이 살며 대규모의 면화, 수수 농장이나 가축 목장이 개발되어 있다.
1980년대 들어, 사람들은 반도 중앙부 세레혼(Cerrejón) 같은 지역에서 석탄, 천연 가스를 채굴하기 시작했으며, 연안에서 석유 광구를 개발해 석유를 생산하기 시작했다.